# Античная романизация

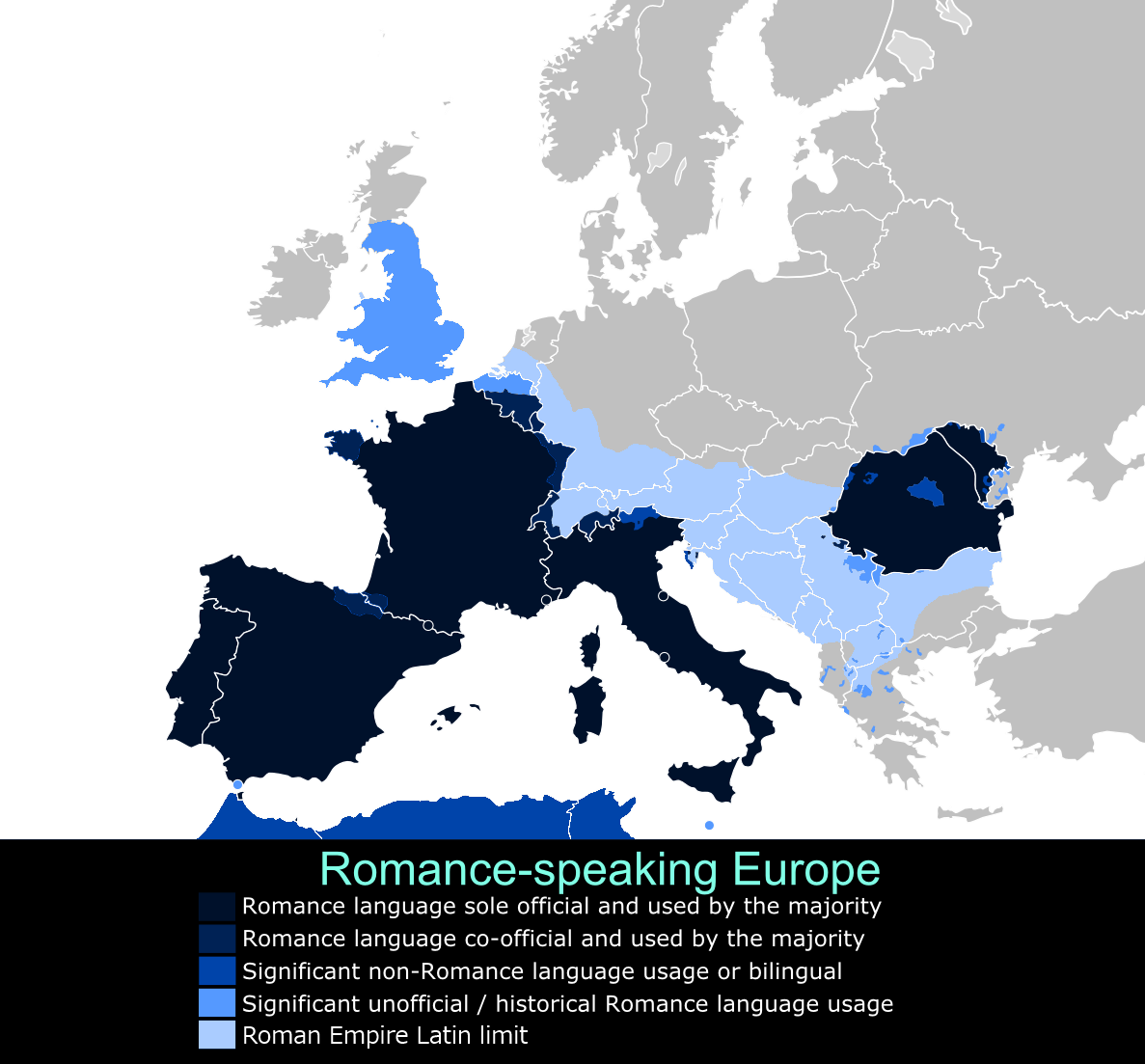
Регионы Европы по степени романизации. Наиболее романизированные закрашены тёмным.

Романиза́ция (лат. Romanus «римский, романский, романизированный») — процесс античной аккультурации и ассимиляции, выразившийся в усвоении латыни и основных элементов римской культуры значительным количеством неиталийских народов, населявших провинции Римской империи и другие подчинённые ей регионы. 
Процесс романизации шёл очень быстро в Средиземноморье (Италия, Иберия, Прованс — Окситания). Наиболее глубокой была романизация областей, географически или климатически близких самому Лациуму: Италия, Сицилия, Сардиния, Корсика, Реция, Балеарские острова, Иберия, Галлия, Далмация и Дакия. После падения Рима на основе диалектов народной латыни сформировались романские языки (итальянский, испанский, португальский, французский, румыно-молдавский и др.), на которых разговаривают современные романские народы: итальянцы, испанцы, португальцы, французы, румыны, молдаване и другие.
В более северных и периферийных регионах он был затруднён в силу удалённости, слабого притока колонистов из Италии и войн с соседними и/или автохтонными народами (кельты, германцы, иллирийцы). К примеру, в ряде мест романская речь и культура исчезла под натиском других народов (Паннония, Иллирия, прирейнская Германия, страны Магриба). Из Далмации романский элемент был вытеснен славянским только к XVII веку (см. далматинский язык).
В античной Британии романской культуре (и латинскому языку) не удалось закрепиться из-за германских нашествий, хотя на юге и юго-востоке Британии, где население уже было знакомо с римскими товарами и римским образом жизни, романизация была заметна: здесь было довольно много центров городского типа, появились римские виллы. При этом на севере и востоке Британии сохранялись кельтские обычаи и традиционная социальная структура. В III в. Британия переживала период относительного благополучия, а IV в. часто именуется как «золотой век Римской Британии». Однако вскоре она стала объектом нового нашествия (со стороны германских племен англов и саксов). Римская культура на юге исчезла, а на востоке и севере вновь возродились кельтские традиции, хотя классическая латынь продолжала употребляться в узком кругу богословов и летописцев.